# 2011年岩手県議会議員選挙
2011年岩手県議会議員選挙（2011ねん いわてけんぎかい ぎいんせんきょ）は、岩手県の議決機関である岩手県議会を構成する県議会を選出するため、2011年9月11日に投開票が行われた地方選挙である。

## 概要
県議会議員の任期4年が満了したことに伴って行われる議会議員選挙である。本来は第17回統一地方選挙の日程で実施されるはずであったが、3月11日に発生した東北地方太平洋沖地震による震災（東日本大震災）の影響を考慮して延期されていた。政府は8月2日の閣議で岩手県議会議員選挙を含む13選挙の日程を正式に決定し、県議会議員選挙は県知事選挙と同じ9月11日に投票が行われることが決定した。県議会最大会派で達増知事与党でもある民主党（現有24議席）が単独過半数を目指すのに対し、自民党など非民主陣営がこれを阻止する構図であった。また県知事選と同様、3月に発生した震災からの復興策も争点であった。

## 基礎データ
- 告示日：2011年9月2日（木曜日）
- 投票日：2011年9月11日（日曜日）
- 県議会定数：48議席
- 選挙区：16選挙区（うち2選挙区では無投票）

| 選挙区           | 定数 |
| ---------------- | ---- |
| 盛岡市           | 10   |
| 宮古市・下閉伊郡 | 3    |
| 大船渡市         | 1    |
| 花巻市           | 4    |
| 北上市           | 4    |
| 久慈市           | 1    |
| 遠野市           | 1    |
| 一関市           | 5    |
| 陸前高田市       | 1    |
| 釜石市           | 2    |
| 二戸郡           | 2    |
| 八幡平           | 2    |
| 奥州市           | 5    |
| 岩手郡           | 1    |
| 紫波郡           | 2    |
| 九戸郡           | 1    |

出典：68人が立候補予定　県議選告示まで1週間 岩手日報8月26日付（2011年8月30日閲覧）。
- 無投票選挙区　
  - 紫波選挙区（2）
  - 九戸選挙区（1）
- 選挙人登録者数：1,097,031名（平成23年8月24日現在）

出典：選挙人名簿登録者数（岩手県選挙管理委員会）
- 県議会議員選挙と同時に実施される選挙：岩手県知事選挙・陸前高田市議会議員選挙・釜石市議会議員選挙・山田町議会議員選挙

## 立候補者
選挙告示1週間前の8月25日時点の立候補予定者は68名であったが、告示日である9月2日の立候補届出締切までに72名が立候補を届け出た。このため最終的な立候補者数は前回選挙より3人下回った。また紫波と九戸選挙区では立候補者が選挙区定数と同数に留まったため、3名が無投票当選となった。立候補者の中には2003年の県議選で当選した後、2007年の県知事選に出馬して敗れたザ・グレート・サスケも含まれている。
| 党派       | 合計  | 新旧内訳 | 新旧内訳 | 新旧内訳 | 無投票 当選 | 前回 選挙 |
| 党派       | 合計  | 現職     | 元職     | 新人     | 無投票 当選 | 前回 選挙 |
| ---------- | ----- | -------- | -------- | -------- | ----------- | --------- |
| 民主党     | 31(2) | 20(2)    | 0        | 110      | 2(0)        | 30(2)     |
| 自由民主党 | 14(2) | 8(1)     | 1(0)     | 5(1)     | 1(0)        | 16(2)     |
| 公明党     | 1(0)  | 1(0)     | 0        | 0        | 0           | 1(0)      |
| 日本共産党 | 3(0)  | 1(0)     | 0        | 2(0)     | 0           | 4(1)      |
| 社会民主党 | 4(1)  | 3(1)     | 0        | 1(0)     | 0           | 4(1)      |
| 諸派       | 7(2)  | 5(1)     | 0        | 2(1)     | 0           | 4(0)      |
| 無所属     | 12(1) | 0        | 1(0)     | 11(1)    | 0(0)        | 16(0)     |
| 合計       | 72(8) | 38(5)    | 2(0)     | 32(3)    | 3(0)        | 75(6)     |

出典：東日本大震災で延期、岩手県議選が告示、定数48に72人.河北新報2011年9月3日（2011年9月3日閲覧）
注：カッコ内数字は女性候補者数。諸派の候補者は全員が地域政党いわての候補者である。また前回選挙における諸派は岩手県政和会。

## 選挙結果
投票率：60.60％（投票者数609,519名）前回選挙比－8.85％
出典：岩手県選挙管理委員会
当選者
 自民党 
 民主党 
 公明党 
 共産党 
 社民党 
 地域政党いわて 
 無所属 
| 盛岡     | 吉田敬子   | 高橋但馬   | 樋下正信   | 小野寺好   |
| 盛岡     | 軽石義則   | 斉藤信     | 福井誠司   | 佐々木博   |
| 盛岡     | 及川あつし | 小西和子   |            |            |
| 宮古     | 伊藤勢至   | 佐々木大和 | 城内愛彦   |            |
| 大船渡   | 田村誠     |            |            |            |
| 花巻     | 木村幸弘   | 佐々木順一 | 小田島峰雄 | 名須川晋   |
| 北上     | 関根敏伸   | 久保孝喜   | 高橋元     | 高橋孝真   |
| 久慈     | 嵯峨壱朗   | 清水恭一   |            |            |
| 遠野     | 工藤勝子   |            |            |            |
| 一関     | 神崎浩之   | 飯沢匡     | 高田一郎   | 佐々木朋和 |
| 一関     | 岩渕誠     |            |            |            |
| 陸前高田 | 佐々木茂光 |            |            |            |
| 釜石     | 小野共     | 岩崎友一   |            |            |
| 二戸     | 小泉光男   | 五日市王   |            |            |
| 八幡平   | 工藤勝博   | 千葉伝     |            |            |
| 奥州     | 渡辺幸貫   | 佐々木努   | 郷右近浩   | 後藤完     |
| 奥州     | 及川幸子   |            |            |            |
| 岩手     | 柳村岩見   | 大宮惇幸   | 喜多正敏   |            |
| 紫波     | 熊谷泉     | 高橋造     |            |            |
| 九戸     | 工藤大輔   |            |            |            |

- 盛岡 ：   - 吉田敬子（いわて現）
  - 高橋但馬（民主現）
  - 樋下正信（自民現）
  - 小野寺好（公明現）
  - 軽石義則（民主新）
  - 斉藤信（共産現）
  - 福井誠司（自民新）
  - 佐々木博（民主現）
  - 及川あつし（いわて現）
  - 小西和子（社民現）
- 宮古・下閉伊 ：伊藤勢至（民主現）、佐々木大和（自民現）、城内愛彦（自民新）
- 大船渡 ： 田村誠（民主現）
- 花巻 ： 木村幸弘（社民現）、佐々木順一（民主現）、小田島峰雄（民主現）、名須川晋（無所属新）
- 北上 ： 関根敏伸（民主現）、久保孝喜（社民現）、高橋元（民主現）、高橋孝真（自民新）
- 久慈 ： 嵯峨壱朗（自民現）、清水恭一（無所属新）
- 遠野 ： 工藤勝子（自民現）
- 一関 ： 神崎浩之（自民新）、飯沢匡（いわて現）、高田一郎（共産新）、佐々木朋和（民主新）、岩渕誠（民主現）
- 陸前高田 ： 佐々木茂光（無所属新）
- 釜石 ： 小野共（民主現）、岩崎友一（自民現）
- 二戸 ： 小泉光男（無所属新）、五日市王（民主現）
- 八幡平 ： 工藤勝博（いわて現）、千葉伝（自民現）
- 奥州 ： 渡辺幸貫（民主現）、佐々木努（民主新）、郷右近浩（民主現）、後藤完（民主新）、及川幸子（民主現）
- 岩手 ： 柳村岩見（自民現）、大宮惇幸（民主現）、喜多正敏（民主現）
- 紫波 ： 熊谷泉（自民現）、高橋造（民主現）
- 九戸 ： 工藤大輔（民主現）

出典：NHK選挙情報 開票結果（2011年9月12日閲覧）
党派別・新旧別当選者数
| 党派            | 当選者 合計 | 新旧内訳 | 新旧内訳 | 新旧内訳 | 立候補 者数 | 改選前 議席数 | 増減 |
| 党派            | 当選者 合計 | 前職     | 元職     | 新人     | 立候補 者数 | 改選前 議席数 | 増減 |
| --------------- | ----------- | -------- | -------- | -------- | ----------- | ------------- | ---- |
| 民主党          | 23(1)       | 18       | 0        | 5        | 32          | 24            | －1  |
| 自由民主党      | 12(1)       | 8        | 0        | 4        | 15          | 11            | ＋1  |
| 公明党          | 1(0)        | 1        | 0        | 0        | 1           | 1             | ±0   |
| 日本共産党      | 2(0)        | 1        | 0        | 1        | 3           | 1             | ＋1  |
| 社会民主党      | 3(1)        | 3        | 0        | 0        | 4           | 3             | ±0   |
| 地域政党 いわて | 4(1)        | 4        | 0        | 0        | 7           | 5             | －1  |
| 無所属          | 3(0)        | 0        | 0        | 3        | 10          | 1             | ＋2  |
| 合計            | 48(4)       | 35       | 0        | 13       | 72          | 46            |      |

出典：民主23、過半数届かず　県議選、共産初の2議席.岩手日報2011年9月12日（2011年9月12日閲覧）
注：カッコ内数字は女性当選者数。
民主党は23議席（無投票当選含む）を獲得して県議会第1党の座を守ったが、改選前を1議席下回り目標としていた議会過半数を確保することはできなかった。一方の自民党は12議席（無投票当選含む）を獲得、改選前の11議席を上回った。公明党と社民党は改選前の議席をそれぞれ堅持、共産党は2名が当選し岩手県議会で初めて複数議席を実現した。党結成後初の改選に挑んだ地域政党いわては現職4名の当選に留まり、改選前を1議席下回った。盛岡市選挙区から出馬したサスケ候補は16名の候補者中14位に留まり返り咲きはならなかった。
投票率は前回選挙より8.85％も低下した。地域別で見た場合、震災で甚大な被害を受けた沿岸市町村は低下を最小限に留めたのに対し、被害が少なかった内陸部における投票率低下が顕著であった。内陸部で投票率が低下した理由に関し「復興選挙」に対する関心の低さを指摘する声もある。